# Абубакар Тамбаду
Абубакар Мари Тамбаду (на английски: Abubacarr Marie Tambadou) е гамбийски юрист и политик.
Роден е на 12 декември 1972 година. В младежка възраст се занимава с футбол, стигайки до националния отбор. През 1997 година завършва право в Уорикския университет в Англия, след което е прокурор (1997 – 1999) и адвокат (2000 – 2003), като междувременно защитава магистратура в Лондонския университет. Работи като прокурор в Международния наказателен трибунал за Руанда в Аруша от 2003 до закриването му през 2016 година. От 2017 до 2020 година е министър на правосъдието и главен прокурор на Гамбия. През юни 2020 година е назначен за секретар на Международния остатъчен механизъм за наказателни трибунали в Хага.